# Paperino boscaiolo
Paperino boscaiolo (Timber) è un film del 1941 diretto da Jack King. È un cortometraggio animato della serie Donald Duck, prodotto dalla Walt Disney Productions e uscito negli Stati Uniti il 10 gennaio 1941, distribuito dalla RKO Radio Pictures. È stato distribuito anche come Il boscaiolo.

## Trama
Paperino passeggia spensierato lungo i binari di una ferrovia situata in un bosco cantando tra sé e sé, fino a raggiungere una capanna, all'interno della quale scorge del cibo. Così va a rubarlo, ma non rendendosi conto che all'interno di essa c'è il proprietario, Pierre (Pietro Gambadilegno), che ben presto lo scopre. In seguito, Pierre trascina Paperino nel bosco e gli dice che dovrà lavorare per lui come taglialegna se vuole guadagnarsi il cibo. A causa della sua inettitudine nelle attività di disboscamento, Paperino combina un guaio dietro l'altro, nei quali ogni volta finisce per andarci di mezzo Pierre. Quando poi Paperino abbatte un albero, esso atterra su Pierre, che infuriato inizia a inseguire Paperino lungo i binari della ferrovia nei dintorni, dove entrambi saltano su delle draisine e iniziano a muoversi velocemente. Pierre cerca di colpire Paperino con un arpione, ma riesce solo a smontare il carrello di Paperino pezzo per pezzo. Così Paperino è costretto a correre lungo i binari, ma riesce comunque a distruggere la draisina di Pierre facendogli cadere addosso un carico di carbone. Pierre utilizza una ruota del suo ex veicolo come monociclo lungo i binari. Poco dopo, Paperino arriva a uno scambio della ferrovia e lo tira, facendo deviare e schiantare Pierre contro una fila di vagoni. Sollevato, Paperino ricomincia a passeggiare spensierato lungo la linea ferroviaria al tramonto.

## Distribuzione

### Edizioni home video

#### VHS
- Come divertirsi con Paperino & C. (febbraio 1986)
- Come divertirsi con Paperino & c. (gennaio 1990)[2]
- Paperino disastri in cucina (febbraio 1995)
- Paperino un disastro di eroe (agosto 1999)
- Paperino un adorabile pasticcione (febbraio 2002)

#### DVD
Il cortometraggio è incluso nel DVD Walt Disney Treasures: Semplicemente Paperino - Vol. 1.